# Valley of Flowers nationalpark
Valley of Flowers nationalpark är en nationalpark i Uttarakhand i Indien. Tillsammans med Nanda Devi nationalpark utgör parken världsarvet Nationalparkerna Nanda Devi och Valley of Flowers. Nationalparken omfattar ett område på 87,5 km². Denna del av Uttarakhand, i de övre delarna av Garhwal, är oåtkomliga större delen av året. Området ligger i bergskedjan Zanskar i Himalaya. Dess högsta punkt är Gauri Parbat som ligger i nationalparken och är 6 719 meter över havet.

## Historia
1931 kom den engelska bergsbestigaren Frank Smythe in i Bhyundar Valley, en 8 km lång glaciärdal i Chamoli Garhwal. Denna dalgång, omgiven av snötäckta berg och med fler än 500 blomsterarter, blev inom kort ett skyddat område. 1982 blev Valley of Flowers (Blomsterdalen) en nationalpark och 2005 blev dalen ett världsarv upptaget tillsammans med Nanda Devi nationalpark under namnet Nationalparkerna Nanda Devi och Valley of Flowers.

## Skötsel
Det finns ingen bosättning i nationalparken och bete har förbjudits. Parken är öppen sommartid mellan juni och oktober. Resten av året är den täckt av ett tjockt snötäcke.

## Fauna
I parken finns himalayatahr, snöleoparder, myskhjortar, rödrävar, grå langurer, blåfår, nemorhaedus, kragbjörn och en stor artrikedom av fjärilar.

## Flora
Av blommor förekommer orkidéer, vallmor, vivor, ringblommor, prästkragar och sippor. Alpina björkskogar och rhododendron täcker delar av parken.